# 布尼翁
布尼翁（法語：Bougnon，法語發音：[buɲɔ̃]）是法国上索恩省的一个市镇，属于沃苏勒区。

## 地理
布尼翁（47°41'33"N, 6°6'32"E）面积9.18 平方千米，位于法国勃艮第-弗朗什-孔泰大區上索恩省，该省份为法国东部内陆省份，北起顺时针与孚日省、贝尔福地区省、杜省、汝拉省、科多尔省和上马恩省接壤。
与布尼翁接壤的市镇（或旧市镇、城区）包括：普罗旺谢尔、沙尔穆瓦耶、格拉特里、索恩港、皮西-埃珀努。

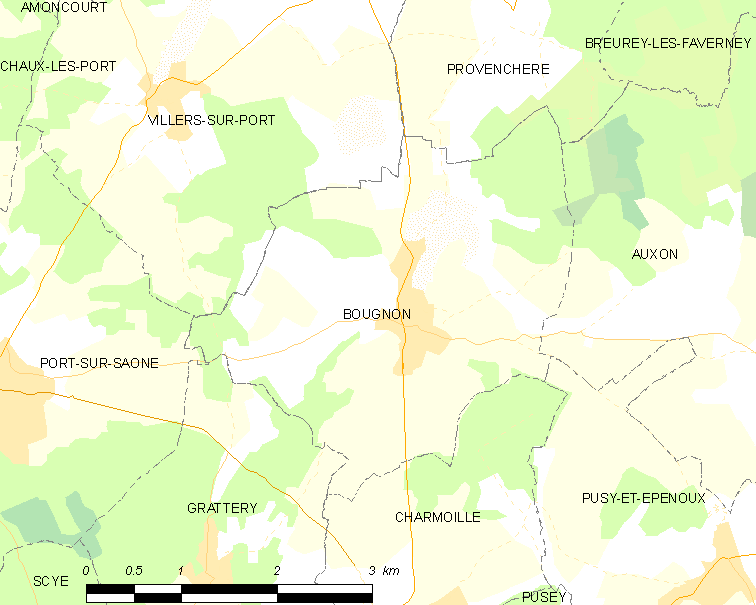
布尼翁的OSM定位图

布尼翁的时区为UTC+01:00、UTC+02:00（夏令时）。

## 行政
布尼翁的邮政编码为70170，INSEE市镇编码为70079。

## 政治
布尼翁所属的省级选区为索恩港县。

## 人口

1962-2008年间布尼翁人口变化图示

布尼翁于2022年1月1日时的人口数量为501人。